# Qionghai
Qionghai is een stad in de provincie Hainan van China. Qionghai is de zetel van het arrondissement Qionghai. In Qionghai is er een minderheid, die Kim Mun spreekt. De stad heeft meer dan 100.000 inwoners. Qionghai ligt in de prefectuur Haikou. Er is een gevangenis in Haikou.